# Henry Edward Manning
Henry Edward Manning (15 de julio de 1808 – 14 de enero de 1892) fue un cardenal inglés, arzobispo católico de Westminster desde 1865 hasta 1892.

## Infancia y juventud
Manning nació en Totteridge, Hertfordshire, el tercero y el menor de los hijos de William Manning, que fue comerciante en las Indias Occidentales, director y gobernador del Banco de Inglaterra entre 1812 - 1813, y que permaneció en el Parlamento durante treinta años, representando como “Tory” a Plympton Earle, Lymington, Evesham, Worcestershire, y a Penryn, Cornwall consecutivamente. 
La madre de Henry, Mary, era hija de Henry Leroy Hunter, de Beech Hill, Reading, provenía de una familia que decía ser de Francia. Manning pasó su juventud principalmente en Coombe Bank, Sundridge, Kent, donde tuvo por compañeros a Charles y Christopher Wordsworth, quienes fueron Obispos de St Andrews y de Lincoln respectivamente. Acudió al colegio Harrow entre los años 1822 – 1827, durante la época del rector Dr. G. Butler, pero no obtuvo ninguna distinción aparte de jugar en el equipo de Cricket.
Se matriculó en el Balliol College de Oxford, en 1827, y pronto se hizo notar en el equipo de debate en Oxford Union, donde William Ewart Gladstone lo sucedió como presidente en 1830. Por esta fecha ambicionaba una carrera política, pero su padre había hecho varios malos negocios, por lo que no optó por esa carrera. Manning se graduó con honores el primero de su clase en 1830, y obtuvo un puesto como clérigo supernumerario en la Colonial Office.

## Clérigo anglicano
Al volver a Oxford en 1832, ganó el concurso para ser académico del Merton College, y recibió también la ordenación como sacerdote de la Iglesia de Inglaterra; en 1833 fue nombrado rector de la parroquia Lavington-with-Graffham en Sussex gracias al patronato de Mrs. Sargent.
Manning contrajo matrimomonio con la nieta de Sargent, Caroline, el 7 de noviembre de 1833, en una ceremonia presidida por un pariente político de la novia, Samuel Wilberforce, quien llegaría luego a ser Obispo de Oxford y de Winchester. El matrimonio de Manning duró solo 4 años, al morir su joven esposa el 24 de julio de 1837. Cuando Manning murió, muchos años después, tras décadas de celibato como sacerdote católico, se le encontró una cadena alrededor de su cuello con la foto de su esposa.
Aunque nunca fue un seguidor reconocido de John Henry Newman, la teología de Manning se volvió cada vez más cercana a la "High Church" Anglicana, hasta que se adhirió al Movimiento de Oxford, (conocidos también como los Tractarians).
En 1838 asumió un papel importante dentro del movimiento educacional anglicano, gracias al cual, se fundaron internados diocesanos por el país. En diciembre de ese mismo año realizó su primera visita a Roma.
En enero de 1841 el Obispo de Chichester, Inglaterra, lo nombró archidiácono de Chichester, por lo que comenzó a visitar personalmente las parroquias de su distrito, completando tal tarea en 1843. En 1842 publicó The Unity of the Church, y su reputación como elocuente orador se volvió considerable por aquella época, en esa misma época fue nombrado encargado de dar los sermones en la Universidad, y comenzó a compartir el púlpito con Newman de tiempo en tiempo como vicario de St. Mary's.

## Conversión al catolicismo
La creencia de Manning en el anglicanismo fue alterada en 1850, cuando el alto clero de la Iglesia anglicana decidió ordenar a un clérigo que muchos, al igual que Manning, pensaban que era un hereje. Al año siguiente, el 6 de abril de 1851, fue recibido en la Iglesia católica y poco después, el 14 de junio de 1851, fue ordenado sacerdote. Debido a sus grandes habilidades y su fama, pronto alcanzó una posición de gran influencia, y en 1865 fue nombrado arzobispo de Westminster.

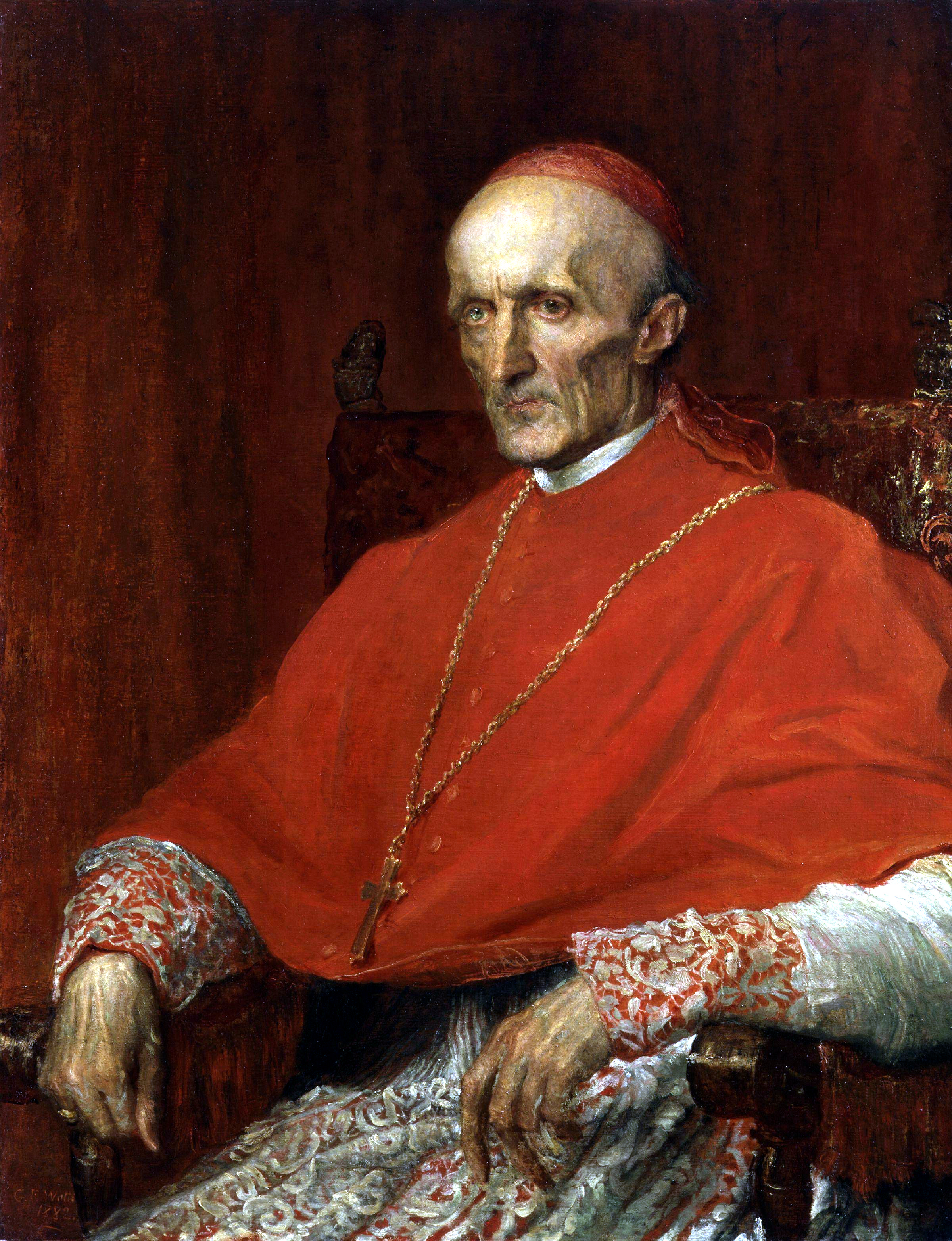
El cardenal Manning, por George Frederic Watts.

Dentro de sus logros como cabeza de la Iglesia católica en Inglaterra estuvo la construcción de la catedral de Westminster y un amplio sistema educativo de la doctrina católica. En 1875, fue nombrado Cardenal y participó en el cónclave que eligió al papa León XIII en 1878.

## Influencias
Tuvo una gran influencia en la conversión de notables personas tales como Elizabeth Belloc, madre del famoso historiador Hilaire Belloc, en el cual el pensamiento de Manning tuvo una gran presencia. 
Influyó de manera decisiva en la redacción de la encíclica Rerum Novarum en 1890-1891, durante el pontificado de León XIII, convirtiéndose en uno de sus más fieles consejeros.

## Muerte
Cuando el Cardenal Manning murió con 83 años, sus bienes fueron evaluados en 3.527 libras esterlinas. Está enterrado en la Catedral de Westminster.

## Obras
- Rule of Faith (1839).
- Unity of the Church (1842).

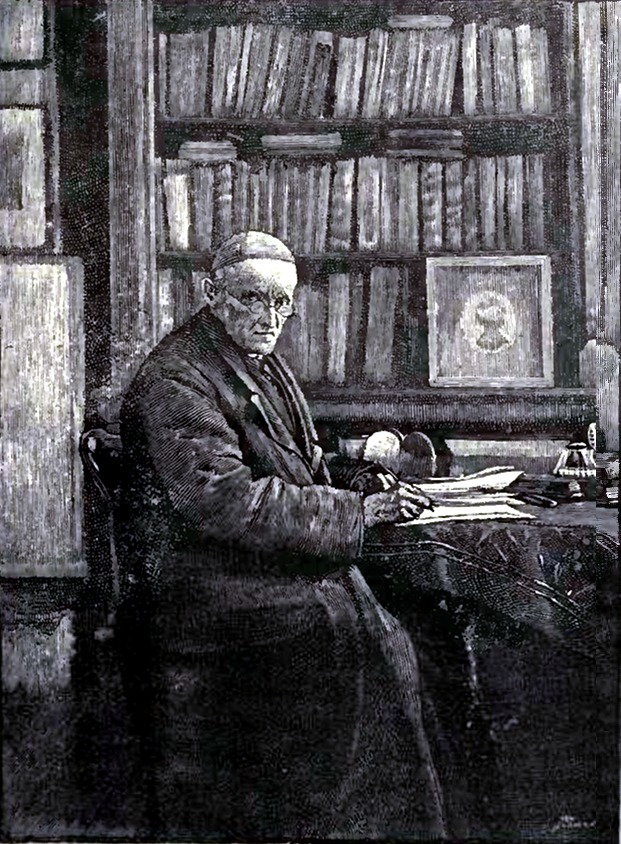
El cardenal Manning, por Alphonse Legros.

- The Eternal Priesthood (1883) (El sacerdocio eterno).
- The true Story of the Vatican Council.